# Булере
Булере (фр. Boulleret) насеље је и општина у централној Француској у региону Центар (регион), у департману Шер која припада префектури Бурж.
По подацима из 2011. године у општини је живело 1349 становника, а густина насељености је износила 41,24 становника/km². Општина се простире на површини од 32,71 km². Налази се на средњој надморској висини од 180 метара (максималној 203 m, а минималној 135 m).

## Демографија
| 1962. | 1968. | 1975. | 1982. | 1990. | 1999. | 2011. |
| ----- | ----- | ----- | ----- | ----- | ----- | ----- |
| 1.299 | 1.342 | 1.345 | 1.417 | 1.433 | 1.421 | 1.349 |

График промене броја становника у току последњих година